# Cirje
Cirje este o localitate din comuna Krško, Slovenia, cu o populație de 72 de locuitori.